# Jönåker
Jönåker is een plaats in de gemeente Nyköping in het landschap Södermanland en de provincie Södermanlands län in Zweden. De plaats heeft 610 inwoners (2005) en een oppervlakte van 96 hectare.

## Verkeer en vervoer
Bij de plaats lopen de E4 en Länsväg 216.